# Angel Beats!
Angel Beats! – 13-odcinkowe anime wyprodukowane przez P.A. Works i Aniplex w reżyserii Seijiego Kishi. Historia została oryginalnie wymyślona przez Juna Maedę, który również napisał scenariusz i skomponował muzykę wspólnie z grupą Anant-Garde Eyes, a oryginalne projekty postaci opracował Na-Ga. Zarówno Maeda, jak i Na-Ga należą do studia Key, gdzie pracowali wcześniej nad powieściami wizualnymi, takimi jak Air, Clannad i Little Busters! Anime emitowane było w Japonii od 3 kwietnia do 26 czerwca 2010 roku. Akcja rozgrywa się w zaświatach i skupia się na Otonashim, chłopcu, który stracił pamięć o swoim życiu przed śmiercią. Spotyka dziewczynę o imieniu Yuri, która zaprasza go do przyłączenia się do organizacji, walczącej przeciwko Bogu. Ich przeciwnikiem jest przewodnicząca rady uczniowskiej zwana Aniołem, dziewczyna z nadprzyrodzonymi mocami.
Studio Key współpracowało z wydawanym przez ASCII Media Works czasopismem „Dengeki G’s Magazine”, aby przenieść projekt do różnych mediów. W magazynie tym publikowano trzy mangi: dwie ilustrowane przez Harukę Komowata i jedną ilustrowaną przez Yuriko Asami. Seria ilustrowanych opowiadań napisanych przez Maedę i zilustrowanych przez GotoP publikowana była w „Dengeki G’s Magazine” między listopadem 2009 roku a majem 2010 roku. W celu promowania Angel Beats!, stworzono również dwie audycje w radiu internetowym. Studio Key pracuje nad adaptacją produkcji w postaci gry komputerowej.
Angel Beats! otrzymało na ogół pozytywne recenzje krytyków. Integracja różnych elementów, takich jak występy muzyczne, humor i akcja, została doceniona w jednej recenzji, ale skrytykowane w innej, uznając, że historia jest przeciążona zbyt wieloma rzeczami. P.A Works zostało docenione za animacje sekwencji akcji i dbałość o szczegóły używanej broni. Istotną wadą zauważoną przez krytyków jest to, że anime jest za krótkie, co pozostawia wiele postaci jako tło całej fabuły. Angel Beats! otrzymało rekomendację jury 14. Japan Media Arts Festival w 2010 roku.

## Fabuła
Angel Beats! rozgrywa się w liceum, działającym jako otchłań. Postacie mogą odczuwać ból tak samo jak wtedy, kiedy żyli, mogą umierać ponownie i budzić się po jakimś czasie bez większych obrażeń. Fabuła toczy się wokół głównego bohatera – Otonashiego, chłopcu, który stracił pamięć o swoim życiu przed śmiercią. Spotyka Yuri, dziewczynę, która zaprasza go do przyłączenia się do Shinda Sekai Sensen (SSS), organizacji, którą założyła i prowadzi, której członkowie walczą przeciwko Bogu za swój okrutny los (wspomnienia) doświadczony w życiu (przed śmiercią). W SSS jest zespół tworzony przez cztery dziewczyny o nazwie Girls Dead Monster, działający jako dywersja podczas misji oraz organizacja zwana Guild (Gildia), produkująca broń i dostarcza ją dla członków SSS. Ich wrogiem jest Anioł, dziewczyna o nadprzyrodzonych mocach, przewodnicząca szkolnego samorządu. Pozostali uczniowie i nauczyciele to bohaterowie niezależni (NPC), którzy nie są ludźmi, jednak wyglądają i zachowują się jak zwykłe osoby.

## Produkcja

### Koncepcja i projektowanie
Wywiad z twórcami Angel Beats! Junem Maedą i Na-Ga ze studia Key ukazał się w lipcu 2009 roku w wydawanym przez ASCII Media Works czasopiśmie „Dengeki G’s Magazine”. W czasie, kiedy pracownicy Key zakończyli pracę nad pierwszym wydaniem swojej szóstej powieści wizualnej Little Busters!, Yōsuke Toba z Anipleksu (sam będący fanem prac Key) zaproponował Maedzie w październiku 2007 roku współpracę nad produkcją oryginalnego anime. Maeda rozpoczął comiesięczne spotkania z Tobą i Anipleksem, podczas których dyskutowano nad tą propozycją. Aniplex chciał, aby Maeda napisał scenariusz, który byłby bardzo „w stylu Key – z wywołującymi śmiech chwilami na początku i ze wzruszającym zakończeniem”. Maeda początkowo uważał, że nie uda mu się stworzyć równie wzruszającej historii jak Little Busters!, ponieważ osiągnął tam swój limit w pisaniu „opowieści w stylu Key”. Wkrótce udało mu się jednak wymyślić wstępną koncepcję historii umiejscowionej w zaświatach. Co więcej, gdy wszyscy są już martwi, walki miałyby być widowiskowe, a walczący „szliby na całość, nie bojąc się śmierci”. Według Maedy, motywem serii jest „życie”, które w Angel Beats! przedstawiane jest jako coś cennego i wspaniałego, mimo walki bohaterów ze swoim przeznaczeniem.
Maeda na początku 2008 roku zaproponował Na-Ga, aby ten rozpoczął pracę na projektami postaci. Na-Ga martwił się, że może to opóźnić tworzenie innych grafik komputerowych wykonywanych dla studia Key, jednak zgodził się objąć to stanowisko ze względu na swoje doświadczenie. Maeda nominował Na-Ga biorąc pod uwagę popularność zaprojektowanych przez niego postaci w Little Busters!, a także ze względu na jego otwartość. Na-Ga zaprojektował Yuri na podstawie jej osobowości liderki, choć na prośbę Maedy dodał jej czarną opaskę, wzorując się na postaci Yukiko Amagi z gry Persona 4, która była tam jego ulubioną bohaterką. Elementy takie jak długość włosów Yuri i dodanie jej zielonej wstążki zostały ustalone na spotkaniach z producentami. Według pierwotnej koncepcji Aniołem miała być odważna i waleczna dziewczyna. Maeda powiedział w wywiadzie, że jej wizerunek znacznie zmienił się w procesie projektowania i pierwotnie była podobna do postaci Shiki Ryōgi z serii Kara no Kyokai. Ostatecznie koncepcja Anioła została zmieniona na „cichą i tajemniczą dziewczynę”. Projekt wyglądu Otonashiego i Hinaty Maeda w całości pozostawił w gestii Na-Ga. Dla części bohaterów Maeda podawał jedynie bardzo ogólnikowe opisy, np. poprosił Na-Ga, aby narysował „basistkę żeńskiego zespołu” w przypadku Sekine, czy szczególnie tajemniczą „postać, która używa zagadkowych angielskich zwrotów” w przypadku TK.

### Produkcja anime
W wywiadzie, który ukazał się w listopadzie 2009 roku w „Dengeki G’s Magazine”, producent Angel Beats! z Anipleksu Hironori Toba stwierdził, że 13-odcinkowe anime z około 21 minutami na odcinek to za mało, aby opowiedzieć całą fabułę Angel Beats!, jaką wymyślił Maeda. Z tego powodu niektóre z historii, których nie można było umieścić w anime z powodu ograniczeń czasowych, znalazły się w innych media, takich jak ilustrowane opowiadania i mangi. Toba chciał, aby fani serii mogli cieszyć się historią korzystając ze wszystkich rodzajów mediów. Ciągłe przemieszczanie się między Osaką i Tokio na spotkania biznesowe było dla Maedy męczące, szczególnie podczas pracy nad scenariuszem. W dodatku trudno mu było napisać cały scenariusz samodzielnie, ponieważ wcześniej tworzył gry wspólnie z pozostałymi pracownikami Key. Dopiero po zakończeniu scenariusza Maeda zajął się pracą nad muzyką, co było jego ulubionym zajęciem. Skomponował 15 piosenek dla zespołu Girls Dead Monster, poświęcając na każdą z nich około dwóch dni. Utwory i ich słowa miały sprawiać wrażenie stworzonych przez licealistki. Maeda podkreślił w wywiadzie, że z tego powodu piosenki otwierające i kończące Angel Beats!, również skomponowane przez niego, brzmią tak, jakby stworzył je ktoś inny.
Toba znał studio P.A. Works z jego pracy nad klatkami pośrednimi w anime Fullmetal Alchemist (2003-4) i wsparciem produkcji Darker than Black (2007). Po obejrzeniu pierwszych trzech odcinków stworzonego przez nie anime True Tears (2008) producent był pod wrażeniem wysokiej jakości animacji i udał się do siedziby studia w prefekturze Toyama, aby spotkać się z pracownikami w nadziei, że w przyszłości Aniplex rozpocznie z nimi wspólny projekt. W kolejnym tygodniu Maeda podniósł temat wyboru studia animacyjnego dla Angel Beats! i przyznał, że również zainteresował się tym studiem po obejrzeniu True Tears. Krótko po tym Toba złożył formalny wniosek zlecenia animacji studiu P.A. Works.

### Lista odcinków
| №     | Tytuł                                           | Premiera         |
| ----- | ----------------------------------------------- | ---------------- |
| 1     | Zaświaty Departure                              | 3 kwietnia 2010  |
| 2     | Gildia Guild                                    | 10 kwietnia 2010 |
| 3     | Moja pieśń My Song                              | 17 kwietnia 2010 |
| 4     | Mecz Day Game                                   | 24 kwietnia 2010 |
| 5     | Ulubiony smak Favorite Flavor                   | 1 maja 2010      |
| 6     | Sprawa rodzinna Family Affair                   | 8 maja 2010      |
| 7     | Żywi Alive                                      | 15 maja 2010     |
| 8     | Tańcząc w ciemnościach Dancer in the Dark       | 22 maja 2010     |
| 9     | Ku twojej pamięci In Your Memory                | 29 maja 2010     |
| 10    | Dni pożegnania Goodbye Days                     | 5 czerwca 2010   |
| 11    | Zmienić świat Change the World                  | 12 czerwca 2010  |
| 12    | Pukając do nieba bram Knockin’ on Heaven's Door | 19 czerwca 2010  |
| 13    | Koniec szkoły Graduation                        | 26 czerwca 2010  |
| OVA 1 | Schody do nieba Stairway to Heaven              | 22 grudnia 2010  |
| OVA 2 | Hell’s Kitchen                                  | 24 czerwca 2015  |

## Muzyka
Muzyka do anime została skomponowana przez Juna Maedę oraz grupę Anant-Garde Eyes. Piosenkę otwierającą „My Soul, Your Beats!” zaśpiewała Lia, a motyw kończący „Brave Song” – Aoi Tada. Własna wytwórnia studia Key, Key Sounds Label, wydała również pięć singli występującego w anime zespołu Girls Dead Monster. Znajdujące się na nich piosenki zaśpiewały Marina i LiSA. 

## Gra komputerowa
W 2010 roku prezes Visual Arts Takahiro Baba poinformował, że Jun Maeda pracuje nad scenariuszem do możliwej przyszłej adaptacji anime w formie powieści wizualnej. Została ona oficjalnie zapowiedziana we wrześniu 2013 roku w magazynie „Dengeki G’s Magazine”. Produkcja została stworzona przez studio Key, a Maeda był jej projektantem i jednym ze scenarzystów. Nad scenariuszem pracowało również dwóch innych pisarzy: Kai, który pracował wcześniej przy Clannad, i Leo Kashida, który był jednym ze współtwórców scenariuszy Tomoyo After: It's a Wonderful Life i Little Busters!. Dyrektorem artystycznym i jedynym projektantem postaci został Na-Ga. Produkcja była planowana na sześć części, jednak wydana została tylko pierwsza z nich. Angel Beats! 1st beat ukazała się 29 maja 2015 roku na systemy Windows bez ograniczeń wiekowych. Pokryła ona fabułę do dziesiątego odcinka anime oraz scenariusze Iwasawy, Matsushity i Yui, a głównym bohaterem został Otonashi.